# Wiktor Lebiediew (kompozytor)
Wiktor Michajłowicz Lebiediew (ros. Ви́ктор Миха́йлович Ле́бедев; ur. 5 stycznia 1941, zm. 11 marca 2021) – radziecki i rosyjski kompozytor.
Przez 10 lat był mężem radzieckiej tancerki baletowej, łyżwiarki figurowej oraz aktorki Natalji Siedych. Mają syna Aleksieja.

## Muzyka filmowa
- 1978: Dziennik dyrektora szkoły
- 1995: Sztuka dla pasażera
- 1998: Czas tancerza
- 2000: Zazdrość bogów
- 2003: Burze magnetyczne

## Nagrody i odznaczenia
- Zasłużony Działacz Sztuk RFSRR (1986)
- Order Honoru (2001)
- Ludowy Artysta Federacji Rosyjskiej (2005)
- Order Przyjaźni (2011)

Źródło: 